# Yjet Shqiptarë të Diasporës
Yjet Shqiptarë të Diasporës (Albanische Stars der Diaspora) ebenfalls bekannt als Yjet e Diasporës, ist eine albanische Talentshow, die Talente von jungen Albanern oder Menschen albanischer Herkunft, die im Ausland leben, hervorhebt.

## Format
Die Talentshow umfasst verschiedene Kategorien, in denen die Teilnehmer ihre Fähigkeiten präsentieren können. Die Hauptkategorien sind:
- Tanz
- Schauspiel / Performance
- Musik
- Gesang
- Andere Kunstformen

Die Teilnehmer müssen sich bewerben und dabei ihre persönlichen Daten sowie ein 60-Sekunden-Video einreichen, in dem sie in der gewählten Kategorie auftreten. Nach der Auditionsphase, in der neue Talente aus der albanischen Diaspora ausgewählt werden, wählt das Publikum die Halbfinalisten durch Online-Abstimmungen. Gleichzeitig wählt eine Jury, bestehend aus bekannten albanischen Persönlichkeiten, die neuen Talente aus, die ins Finale des Programms einziehen.

## Teilnehmer und Auftritte
Unten steht eine Liste der Teilnehmer und ihrer Auftritte in jeder Episode. Der Wettbewerb umfasst eine Vielzahl von Talenten, darunter Gesang, Tanz und andere künstlerische Ausdrucksformen.

### Episode 1 – Rom
| Teilnehmer             | Auftrittsart |
| ---------------------- | ------------ |
| Giulia Muça            | Tanz         |
| Alesia Hamzollari      | Gesang       |
| Denzel & Zhizel Ndreka | Tanz         |
| Uendi Shaqiri          | Gesang       |
| Nika Tuçi              | Tanz         |
| Arvin Khorsandi        | Tanz         |
| Marsel Meta            | Folklore     |

### Episode 2 – Rom
| Teilnehmer     | Auftrittsart |
| -------------- | ------------ |
| Sara Bishani   | Gesang       |
| Greis Prenga   | Tanz         |
| Kevin Kometa   | Gesang       |
| Enida Nuredini | Tanz         |
| Alesio Lulaj   | Gesang       |
| Giulia Vuksani | Tanz         |
| Ema Kapidani   | Gesang       |

### Episode 3 – Rom
| Teilnehmer     | Auftrittsart |
| -------------- | ------------ |
| Kimberly Beu   | Tanz         |
| Isabela Shabi  | Gesang       |
| Enart Bakiasi  | Gesang       |
| Erika Shalla   | Tanz         |
| Emili Mankolli | Comedy       |
| Alked Kuçi     | Tanz         |
| Ana Qyra       | Gesang       |

## Audition-Prozess
Die erste Phase des Wettbewerbs ist der Bewerbungsprozess. Die Teilnehmer bewerben sich online, indem sie ihre persönlichen Informationen angeben und einen kurzen Videoclip (60 Sekunden) einreichen, der ihr Talent zeigt. Diese Videos werden von den Produzenten der Show geprüft, um die Teilnehmer für die Fernseh-Runden auszuwählen.

## Drehorte
Die Show wird in mehreren Städten gedreht, darunter:
- Rom
- Dortmund
- Skopje
- Pristina
- Basel
- Mailand

Diese Orte ermöglichen eine breite Reichweite und verbinden sich mit der albanischen Zuschauerschaft im Ausland.

## Produktion
Yjet Shqiptarë të Diasporës wird von Top Channel Albanien produziert. Die Produktion umfasst Dreharbeiten an verschiedenen internationalen Standorten, sodass Teilnehmer aus unterschiedlichen Ländern die Möglichkeit haben, ihr Talent zu präsentieren. Die ausführende Produzentin und Drehbuchautorin der Show ist Ledja Liku.
Moderator ist der albanische Choreograf Ilir Shaqiri.

## Mitwirkende und Unterstützung
Das Fernsehprogramm wird von der Dritan Hoxha Media Foundation organisiert und von MEKI (Ministerium für Wirtschaft, Kultur und Innovation) unterstützt. Es wurde in verschiedenen Städten in Europa und den USA gedreht und erreicht ein breites Publikum in der albanischen Diaspora.

## Auswirkungen und Ziele des Programms
Das Programm hat dazu beigetragen, die albanische Kultur zu fördern und die kulturelle Identität unter den jüngeren Generationen in der Diaspora zu bewahren. Teilnehmer aus der albanischen Diaspora hatten die Möglichkeit, Ideen und Projekte einem globalen Publikum zu präsentieren, ihr Talent und ihre Erfolge über die Grenzen Albaniens, Kosovos und der albanischen Diaspora hinaus zu zeigen. Diese Inklusion hat es ihnen ermöglicht, sich stärker mit ihren Wurzeln zu identifizieren und zur Entwicklung ihres Herkunftslandes beizutragen.

## Ausstrahlung
Die Show wird auf Top Channel Albanien ausgestrahlt, einem der führenden Fernsehsender Albaniens. Sie erreicht ein großes Publikum in Albanien und zieht auch Zuschauer aus der albanischen Diaspora durch Satelliten- und Online-Streaming-Optionen an.